# 란트슈트 전투 (1760년)
란트슈트 전투는 1760년 7월 23일 7년 전쟁 와중에 벌어진 전투이다. 푸케(Fouqué) 장군 휘하 12,000명의 프로이센군은 폰 라우돈(von Loudon) 장군이 지휘하는 28,000명의 오스트리아군과 격돌하여 상당한 피해를 입었고, 지휘관인 푸케 역시 포로로 잡혔다.